# 米罗斯拉夫·布拉佳克
米罗斯拉夫·布拉佳克（捷克語：Miroslav Blaťák，1982年5月25日—），捷克男子冰球运动员。他曾代表捷克国家队参加2010年冬季奥林匹克运动会冰球比赛，结果队伍获得第七名。